# Antal Nagy
Antal Nagy [uitspraak: 'ɑntɑl 'nɑtʃ, antal natsj] (Boedapest, 16 mei 1944) is een Hongaars voormalig voetballer. Hij speelde als aanvaller bij diverse clubs in heel Europa en kwam eenmaal uit voor de Hongaarse nationale ploeg.

## Loopbaan
Antal Nagy begon zijn carrière in zijn geboorteland bij Budapest Honvéd FC. Nagy speelde in die tijd ook eenmaal voor de nationale ploeg van zijn land, in een wedstrijd tegen Portugal op het wereldkampioenschap voetbal van 1966. In 1967 bleef hij na een vriendschappelijke wedstrijd van Honved tegen Anderlecht achter in België. De internationale voetbalbond legde hem naar aanleiding van deze vlucht een schorsing op, maar vanaf 1968 was hij weer gerechtigd te spelen. Hij ging één seizoen spelen voor het Belgische Standard Luik. Standard werd dat seizoen 1968/69 Belgisch kampioen en Nagy werd er ook meteen topschutter met 20 doelpunten.
Na dat seizoen vertrok Nagy bij Standard en ging hij voor het Nederlandse FC Twente spelen. In zijn eerste seizoen was hij een vaste waarde en scoorde onder andere zeventien maal in de competitie. Het daaropvolgend seizoen kwam hij weinig aan spelen toe. Hij kampte met blessures en raakte zijn plek in het basiselftal kwijt aan de talentvolle nieuweling René van de Kerkhof. In de media klaagde Nagy over een gebrek aan vertrouwen in hem bij trainer Kees Rijvers. Nadat besprekingen over een contractverlenging op niets waren uitgelopen, kreeg hij vanaf september 1971 een proefperiode van drie maanden om zich opnieuw waar te maken bij FC Twente. Hij kwam twee keer als invaller in actie. Een gebrek aan uitzicht op een basisplaats deed hem in oktober 1971 besluiten om zijn contract in te leveren en met zijn Spaanse echtgenote en dochter per direct naar Barcelona te verkassen. Nagy trainde bij FC Barcelona, dat hem echter niet kon aantrekken omdat buitenlanders niet in de Spaanse competitie werden toegelaten.
In juni 1972 tekende hij een contract bij Olympique Marseille, dat net voor de tweede maal op rij Frans landskampioen was geworden. Nagy speelde er drie competitiewedstrijden en vertrok na één seizoen naar Hércules CF in de Ségunda División. Hercules eindigde dat seizoen 1973/74 als tweede en promoveerde. Nagy bleef hier opnieuw één seizoen en ging in 1974 voor het Duitse Wuppertaler SV spelen. Wuppertaler speelde zijn derde seizoen in de hoogste Duitse klasse, de Bundesliga, maar eindigde dat seizoen laatste en degradeerde. Nagy speelde er een tiental wedstrijden, maar keerde na dat jaar terug naar Spanje. Hij ging spelen voor CD San Andrés in de Segunda División.
Opnieuw na een seizoen verliet hij ook die club. Hij keerde terug naar België, waar hij voor Antwerp FC ging spelen. Hij speelde daar enkel twee vriendschappelijke matchen voor de seizoensstart in de zomer van 1976, maar trok al gauw dat seizoen naar SM Caen, in de Franse Ligue 2.